# Dichiarazione governativa
Una dichiarazione governativa è un discorso di un capo del governo in cui comunica al Parlamento la politica del nuovo governo.

## Paesi Bassi
Nella dichiarazione del governo, dopo la nomina di un nuovo gabinetto per conto del governo olandese, il ministro presidente riferisce alla Tweede Kamer della formazione del governo e del programma governativo, che consiste in un accordo di coalizione con aggiunte al nuovo gabinetto. L'intero gabinetto è presente qui.
Il ministro presidente può anche fare una dichiarazione governativa sull'argomento nella Camera dei rappresentanti nel frattempo, indipendentemente dal fatto che il Gabinetto sia presente o meno.

## Belgio
In Belgio, il primo ministro può rilasciare dichiarazioni a nome del governo in parlamento. Ciò accade in particolare nella Camera dei rappresentanti in seguito alla formazione del governo. Un altro tipo di dichiarazione governativa è lo State of the Union, nonché una dichiarazione politica, introdotta dal 1993. Questo è paragonabile alla Prinsjesdag olandese, una spiegazione delle scelte politiche nel bilancio presentato.

## Germania
In Germania, il cancelliere federale all'inizio del suo mandato davanti al Bundestag fa una dichiarazione governativa, in cui la politica programmata dal governo viene presentata al Parlamento durante la legislatura. Non ha un impegno politico legale ma significativo con il parlamento e il governo. Durante il mandato, il governo federale può sottoporre volontariamente al Parlamento le dichiarazioni del cancelliere o del ministro federale sulle attuali questioni politiche. Tuttavia, il Bundestag non può richiedere di rilasciare dichiarazioni. Lo stesso vale per i parlamenti nazionali.